# تهینی
تهینی (به لاتین: Téhini) یک منطقهٔ مسکونی در ساحل عاج است.